# International Gymnast
A International Gymnasts é uma revista norte-americana cujo primeiro exemplar fora publicado em 1956, após idealização de Glenn Sundby. Seu tema principal é a ginástica artística e seu material divide-se em entrevistas, reportagens, curiosidades, notícias e novidades do universo competitivo gímnico. A revista possui dez edições anuais e publicações online em seu site oficial, no qual divulga as matérias e permite impressões de conteúdo aos assinantes.
É considerada a mais popular e respeitada entre as revistas do ramo.[carece de fontes?]